# 王牌飞行员

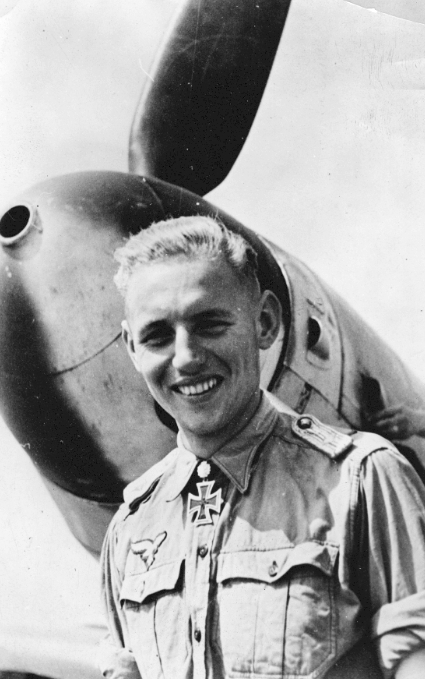
世界排名第一的王牌飛行員埃里希·哈特曼

王牌飞行员又称空戰王牌、王牌機師或ACE，簡稱王牌，Flying ace。為一個最早出现在第一次世界大战的称号，一般稱呼曾經击落敌机逾5架的飞行员，世界排名第一的王牌飛行員為埃里希·哈特曼，擊落過敵機352架。

## 历史

### 第一次世界大战
最早在军事飞行中使用“王牌”这一词语是在第一次世界大战期间，法国飞行员罗兰·加洛斯从1915年4月1日开始，他成功地击落了三架德国空军的飞机，还使2架德机迫降，在法国国内声名大振，法国一家报社称他为“王牌”（法語：l'as)，从此击落5架敌机就可以成为王牌飞行员。同法国人的阿道夫·佩古德是第一个首个击落5架德军飞机的飞行员。“王牌”一词在一战之前的法国就是一个流行词，通常用来运动明星，比如足球明星或者自行车明星，这也就是为什么人们也用“王牌”来形容除飞行外其他领域里的杰出人物（比如多次击沉船只或多次击毁坦克）。
而德意志帝国则以蓝马克斯勋章表彰击落8架同盟国飞机的飞行员，德国并不使用“王牌”一词，而是使用“大炮”（德語：Überkanonen）来称呼击落10架以上敌机的飞行员，并公开他们的姓名和战绩以鼓励民众。随着战争的进行，蓝马克斯勋章的颁发标准逐渐提高。1914年至1916年间，不列颠帝国并没有集中记录空战战绩的系统，事实上一直到战争结束战绩也只是在中队级别进行记录。尽管有一些飞行员因为媒体报道而出名，但在一战中的不列颠空军中个人数据是没有公开官方记录的。不过当飞行员获得击落5架敌机的战绩时，他将自动获得一枚军人十字勋章。
对于战绩的确认，各国也有不同的计算方法。在德国空军中，只有“确认战绩”才会记录，“确认战绩”是通过检验敌机（或残骸）或敌飞行员（或遗体），评估确定敌机被击毁或俘获的战绩。比如，曼弗雷德·冯·里希特霍芬击落阿尔伯特·巴尔的战绩就是由不列颠空军确认巴尔死亡才被记录，尽管里希特霍芬自己声称击落的是一架索普维斯三翼飞机，但巴尔的S.E.5Royal 座机的残骸从未被辨认出，因为大部分空战都发生在德军战线之后，所以德国空军的计算方法只对德国空军行之有效。
德国空军的计算方法的另一特点就是当多架飞机同时攻击一架敌机并击落时，只有一名飞行员取得战绩（通常为编队长机）。而大部分其他国家则使用法国空军的计算方法，即参加战斗的所有飞行员和炮手都取得战绩。而英国空军采用了独占和分享战绩共存的方法。在英国陆军航空队、英国海军航空兵和英国空军中，每次战斗过后，参战飞行员将提交一份交战报告，由中队指挥官审查之后这些报告将提交到大队指挥部，大队指挥官对报告审查后决定哪些战绩将被记录和哪些战绩将不被记录，最后这些报告将提交给旅司令部。一战中同盟國最伟大的王牌飞行员是曼弗雷德·冯·里希特霍芬，绰号“红男爵”，击落飞机80架。一戰中協約國最伟大的王牌飞行员是勒內·豐克，击落飞机75架。

### 第二次世界大战
世界上击落飞机最多的几个王牌飞行员均出现在第二次世界大战时的德国，个人战绩百架以上者107人均为德国空军飞行员，他们总共击落了约2万架飞机，自身也有51人阵亡。德军王牌飞行员总人数超过3000人，其中排名第一的埃里希·哈特曼（Erich Hartmann）击落敌机352架。相对而言盟国的王牌飞行员要逊色很多（不過盟國飛行員戰績較不出色是有原因的，以美國為例，美軍飛行員只要執行完一定數量的任務就會被調回國當教官，所以相較於從開戰一直打到戰爭結束的德軍飛行員，盟軍飛行員的戰績要遜色很多。这方面德国相同，王牌飞行员亦优先获得回国当教官的机会，但王牌飞行员太多而需要的飞行教官数量有限。德国空军的超前战绩，与两战间由政府广泛成立青少年航空俱乐部，及德国有毛瑟公司提供的机炮、戴姆勒公司提供的发动机和当时领先的柏林风洞等技术优势有关。）另外，身为主要轴心国之一的意大利王国则因为空军的统计方式偏向集体胜利而非个人战绩，这使得在统计意大利王牌飞行员的个人战绩上有一定程度的困难，其中意大利的头号王牌飞行员佛朗哥·鲁基尼就是一个例子，他的战绩是26架。英国头号王牌飞行员「帕特」·帕特爾少校的战绩是40架，苏联伊万·阔日杜布的战绩是62架，世界上第一位女性王牌飞行员莉狄亚·利特维亚克在苏德战场诞生。而太平洋戰線方面，大日本帝國海軍的岩本徹三的擊墜數是80架，而聞名世界的坂井三郎亦有64架（岩本及坂井的坐機同為零式艦上戰鬥機）。

### 朝鲜战争
中华人民共和国派兵入朝作战，时任中国人民志愿军空军第4混成旅任飞行中队长刘玉堤成为朝鲜战争中国空军的头号王牌飞行员（坐機為米格-15战机）。曾一次击落四架美军F-86佩刀战斗机，获得一级战斗英雄称号。李汉中尉击毁美军战机数为8架，因1951年1月21日因击落一架美军战机，成为中国人民解放军空军建军以来第一位击落敌机的飞行员。美国空军方面也毫不逊色。小约瑟夫·C·麦克康奈尔击落中国战机16架，成为韩战中美国空军头号王牌飞行员。他的战机曾在1953年4月12日被另一名隶属于中国空军的王牌飞行员蒋道平击落，他本人则成功生还，并继续战斗，最终在1954年的一场飞行事故中丧生。

### 越南戰爭
越南戰爭爆發後，空軍上尉理查·史蒂夫·里奇成為美國空軍越戰期間首位王牌飛行員，而上尉武器管制官（WSO）查理·B·德貝勒夫則於1972年9月9日成為越戰期間擊落敵機數最多的王牌飛行員，一共擊落敵機六架。另一上尉武器管制官傑弗里·范斯坦於1972年10月13日成為越戰期間最後一名取得王牌飛行員稱號的美國空軍飛行員。北越方面，實際上的王牌飛行員為擊落9架敵機的空軍軍官阮文谷，但另有一位事蹟在西方廣為流傳的虛構北越飛行員「墳上校」，傳說中稱此人擊落了13架飛機。

### 现代
二战后随着战争的减少，王牌飞行员也越来越少。二战期間高達708位美军飞行员达到王牌飞行员的标准，朝鲜战争期間的美軍產生39位王牌飛行員，在越战期間的美軍僅產生3位王牌飛行員，以色列空軍在中東地區的多次戰爭中也產生許多王牌飛行員，打破了越戰及韓戰噴射戰鬥機擊毀數，許多紀錄至今沒有被打破。則以后则越来越少见，二戰中一次數十、甚至數百架戰機進行空戰的情況也不再出現。
很有可能是因为随着时代的不同地面防空能力越来越强，很多时候不必出动己方飞机就可以对付敌机。还有可能就是因为传统的机枪和机关炮因为导弹的发展而逐步转为飞机上的辅助武器，而机载导弹的发展也使雙方害怕被攻擊，做成實際接戰率大大降低，戰機的性能、價格都往上提升，使人較想用地對空導彈為主要防空手段。

## 第一次世界大战时期各国王牌飞行员名单

### 德意志帝国
- 第1名，曼弗雷德·馮·里希特霍芬上尉，確認擊殺80架
- 第2名，恩斯特·乌德特中尉，確認擊殺62架
- 第3名，埃里希·雷本哈特（德语：Erich Loewenhardt）中尉，確認擊殺54架
- 第4名，約瑟夫·雅各布斯（英语：Josef Jacobs）中尉，確認擊殺48架
- 第4名，維爾納·福斯（英语：Werner Voss）中尉，確認擊殺48架

### 法兰西第三共和国
- 第1名，勒內·保罗·丰克上校，確認擊殺75架
- 第2名，喬治·吉內梅（英语：Georges Guynemer）上尉，確認擊殺53-54架
- 第3名，夏爾·南熱塞（英语：Charles Nungesser）中尉，確認擊殺45架
- 第4名，喬治·馬東上尉，確認擊殺41架
- 第5名，莫里斯·布瓦約中尉，確認擊殺35架

### 俄罗斯帝国
俄罗斯帝国
- 第1名，亚历山大·A·卡萨科夫（俄语：Казаков, Александр Александрович）上尉，確認擊殺18架
- 第2名，帕尔·佛·达尔盖夫（俄语：Аргеев, Павел Владимирович）上尉，確認擊殺15架
- 第3名，A·P·谢韦斯基（俄语：Прокофьев-Северский, Александр Николаевич）海军少校，確認擊殺13架

### 意大利王国
意大利
- 第1名，佛朗西斯科·巴勒可（義大利語：Francesco Baracca）少校，確認擊殺34架
- 第2名，Silvio Scaroni，確認擊殺26架
- 第3名，Pier Ruggero Piccio，確認擊殺24架

### 大不列颠联合王国
- 第1名，比利·A·毕晓普少校，確認擊殺72架
- 第2名，愛德華·馬諾克（英语：Mick Mannock）少校，確認擊殺61架
- 第3名，莱蒙·柯利晓（英语：Raymond Collishaw）少校，確認擊殺60架
- 第4名，占士·麥卡登（英语：James McCudden）少校，確認擊殺57架
- 第5名，佐治·麥克羅伊（英语：George McElroy）上尉，確認擊殺47架
- 第6名，亞厘畢·波爾上尉，確認擊殺44架

### 美利坚合众国
美国
- 第1名，埃迪·里肯巴克上尉，確認擊殺26架
- 第2名，威廉·C·兰巴特（英语：William Carpenter Lambert）上尉，確認擊殺21架
- 第3名，弗朗西斯·w·齐莱特（英语：Francis Warrington Gillet）上尉，確認擊殺20架

## 第二次世界大战时期各国王牌飞行员名单

### 纳粹德国
- 第1名，漢斯-烏爾里希·魯德爾上校，戰果9架、519輛戰車、1艘戰艦、1艘巡洋艦、1艘驅逐艦、70艘登陸艇、800輛各式車輛、超過150門火砲、反戰車砲、防空砲陣地、4列裝甲列車和無數橋樑與補給線（由於其駕駛的是俯衝轟炸機，所以轟炸戰果也必須算在裡面）
- 第2名，埃里希·哈特曼上校，战果352架
- 第3名，格尔哈德·巴克霍恩少校，战果301架
- 第4名，京特·拉尔中尉，战果275架
- 第5名，奧托·基特爾中尉，戰果267架
- 第6名，埃里希·鲁道弗少校，戰果222架
- 第7名，阿道夫·加蘭德中將，戰果208架
- 第8名，海因里希·埃爾勒少校，戰果208架
- 第9名，约翰内斯·施坦因霍夫上校，戰果176架
- 第10名，漢斯-約阿希·馬西里上尉，戰果158架
- 第11名，维尔纳·默尔德斯上校，戰果101架

### 大日本帝国
- 第1名，西泽广义海军中尉，战果87架[3]
- 第2名，岩本徹三海军中尉，战果80架[3]
- 第3名，上坊良太郎陆军中佐，战果76架
- 第4名，菅野直海軍中佐，战果72架
- 第5名，坂井三郎海军中尉，战果64架
- 第6名，篠原弘道陸軍少尉，战果58架
- 第7名，奧村武雄飛行兵曹长，战果54架
- 第8名，穴吹智陆军曹长，战果39架
- 第9名，太田敏夫海军飞兵曹长，战果34架
- 第10名，笹井醇一海军少佐，战果30架

### 苏维埃联盟
- 第1名，伊万·阔日杜布元帅，战果62架
- 第2名，格里戈里·列奇卡洛夫（俄语：Речкалов, Григорий Андреевич）少將，战果61架
- 第3名，基里爾·耶斯迪尼耶夫少將，战果56架
- 第4名，尼古拉·庫拉耶夫上校，战果55架
- 第5名，帕维尔·瓦西里耶维奇·雷恰戈夫中尉，战果52架
- 第6名，亞歷山大·伊萬諾維奇·波克雷什金元帥，战果52架
- 第7名，瑪林娜·米哈伊洛芙娜·拉斯科娃少校，戰果38架
- 第8名，謝爾蓋·馬卡羅維奇·克拉馬連科少將，戰果16架
- 第9名，莉狄亞·利特維亞克中尉，戰果12架
- 第10名，葉卡捷林娜·布達諾娃上尉，戰果11架

### 美利坚合众国
- 第1名，韋恩·莫里斯少校，战果57架
- 第2名，理查德·邦格（英语：Richard Bong）少校，战果40架
- 第3名，戴维·麥坎貝爾（英语：David McCampbell）上尉，战果34架
- 第4名，大衛·希爾准将，战果18架
- 第5名，查克·葉格准将，战果12架

### 大不列颠联合王国
- 第1名，「帕特」·帕特爾（英语：Marmaduke Pattle）少校，战果40架
- 第2名，強尼·強森（英语：Johnnie Johnson (RAF officer)）元帥，战果34架
- 第3名，喬治·伯林（英语：George Beurling）中尉，战果31架
- 第4名，威廉·韦尔少校，战果30架

### 自由法國
- 第1名，皮埃爾·克洛斯特曼（英语：Pierre Clostermann）中尉，战果33架
- 第2名，馬塞爾·阿爾貝（英语：Marcel Albert）上尉，战果23架
- 第3名，讓·德莫澤（法语：Jean Demozay）上校，战果21架
- 第4名，皮埃爾·勒格朗（英语：Pierre Le Gloan）中尉，战果18架

### 中華民國
- 第1名，李桂丹上尉（追授），三星星序，战果15架
- 第2名，柳哲生少将，老五大隊廿四中隊長，九星星序，战果11架
- 第3名，王光復，三大隊七中隊，八星星序，戰果8.5架
- 第4名，高又新，四大隊副大隊長，七星星序，戰果8.5架
- 第5名，陈瑞钿少校，老五大隊廿八中隊長，战果8架
- 第6名，譚鯤上校，八星星序，三大隊三十二中隊，戰果8架（另一說為9架）
- 第7名，劉粹剛少校，老五大隊廿四中隊長，戰果7架（自稱11架，官方戰史上排名第四）
- 第8名，臧錫蘭少將，三大隊八中隊，七星星序，戰果7架
- 第9名，黄新瑞中校（追授），老五大隊大隊長，七星星序，戰果7架
- 第10名，周志開中校（追授），四大隊廿三中隊長，五星星序，戰果6.5架
- 第11名，樂以琴少校（追授），四大隊廿一中隊副隊長，五星星序，戰果6架
- 第12名，羅英德二級上將，空軍第一路司令部参謀長，五星星序，戰果5架
- 第13名，高志航少將（追授），四大隊大隊長，三星星序，战果5架
- 第14名，毛瀛初中將，四星星序，战果5架

## 韓戰王牌飛行員名單

### 中华人民共和国
- 第1名，劉玉堤，战果11架
- 第2名，王海，战果9架
- 第3名，趙寶桐，戰果9架
- 第4名，李汉，战果8架
- 第5名，魯珉，战果8架
- 第6名，范萬章，战果8架
- 第7名，孫生祿，战果6架
- 第8名，张积慧，战果4架（一级战斗英雄）

### 美利坚合众国
美国
- 第1名，小约瑟夫·C·麦克康奈尔，战果16架
- 第2名，詹姆斯·贾巴拉，战果15架
- 第3名，曼努埃尔·J·费尔南德斯，战果14架

### 苏维埃联盟
- 第1名，尼古拉·苏特亚金元帅，战果22架（二战后最高得分）

## 越战时期王牌飞行员名单

### 美国
- 第1名，理查·史蒂夫·里奇（英语：Richard Stephen Ritchie），戰果11架
- 第2名，查理·B·德貝勒夫（英语：Charles B. DeBellevue），戰果6架
- 第3名，傑弗里·范斯坦（英语：Jeffrey Feinstein），戰果5架

### 越南民主共和国
- 第1名，阮文谷（英语：Nguyen Van Coc），战果9架
- 第2名，梅文刚（英语：Mai Văn Cường），战果8架

## 都市傳說

### 越戰
- 墳上校

### 俄羅斯入侵烏克蘭
- 基輔幽靈

## 外部連結
- 第一次世界大戰的王牌飛行員